# Анри Корбен
Анри Корбен (на френски: Henry Corbin) е френски философ и ислямовед, един от най-изтъкнатите европейски ориенталисти на ХХ век. Творчеството му е свързано с гледната точка на Запада към исляма и ислямското духовно наследство. Автор е на „Авицена и ясновидският разказ“, „В иранския ислям: духовни и философски аспекти“, „История на ислямската философия“ и други. Ученик е на Етиен Жилсон, Жан Баруци и Луи Масиньон.

## Биография
Роден е на 14 април 1903 година в Париж, Франция. На 25-годишна възраст получава литографското издание „Източната теософия“ на Сухраварди (персийски философ), с когото остава свързан до края на живота си. Книгата е дадена на Корбен от самия Луи Масиньон – една от най-големите фигури в съвременното католическо ислямознание. След тази среща ученикът на Жан Барузи и Етиен Жилсон става последовател на Масиньон.
Корбен започва научната си кариера като сътрудник в ръкописния отдел на Парижката национална библиотека. През 1937 г. е отпечатан първият френски превод на Мартин Хайдегер, който е негово дело („Що е това метафизика?“). През 1939 – 1945 г. работи във Френския институт в Истанбул и основава отдел по иранистика във Френския институт в Техеран.
През 1954 г. застава начело на изследователския център „Ислямът и религиите на арабския свят“ в Практическото училище за висши изследвания (на френски: École pratique des hautes études, съкр. EPHE). След своето пенсиониране през 1974 основава Международния център по сравнително религиознание в Университета на „Свети Йоан“ в Йерусалим, където ежегодно се провеждат научни сесии с участието на представители на юдейството, християнството и исляма.
Умира на 7 октомври 1978 година в Париж на 75-годишна възраст.